# Astrofaes
Astrofaes е украинска нсбм група, основана през 1996 година в град Харков, Украйна.

## Дискография
- Ad Infinitum, 1996
- The Attraction: Heavens & Earth, 1997
- The Attraction: Heavens and Earth, 1997
- Dying Emotions Domain, 1998
- The Eyes of the Beast, 2000
- Ancestors' Shadows, 2002
- Heritage, 2002
- Those Whose Past is Immortal, 2005
- Idea. Form. Essence..., 2007
- Shu Nun, 2008